# Jackalas No 2
Jackalas No 2 è un villaggio del Botswana situato nel distretto Nordorientale, sottodistretto di North East. Il villaggio, secondo il censimento del 2011, conta 1.222 abitanti.

## Località
Nel territorio del villaggio è presente solo una località:
- Jackalas Lands